# 김세온
김세온(본명: 김보슬, 1990년 5월 1일 ~ )은 대한민국의 배우이자 모델이다.

## 학력
- 한국예술종합학교 연기과 학사

## 출연작

### 영화
- 《샘》 (2018년) - 두번째 커플녀 역
- 《피엠피》 (2017년)
- 《화차》 (2012년) - 임정혜 역
- 《너는 펫》 (2011년) - 조은나 역
- 《통증》 (2011년) - 커플녀 역
- 《수상한 고객들》 (2011년) - 지하철 여고생 역

### 드라마
- 《밥 잘 사주는 예쁜 누나》 (JTBC, 2018년)
- 《리턴》 (SBS, 2018년) - 어린 염미정 역
- 《구해줘》 (OCN, 2017년) - 화란 역
- 《신데렐라와 네 명의 기사》 (tvN, 2016년)
- 《영주》 (SBS, 2016년) - 어린 해숙 역
- 《유일랍미》 (드라마 H & TRENDY, 2015년)
- 《트라이앵글》 (MBC, 2015년)
- 《아홉수 소년》 (tvN , 2014년)